# Twierdzenie Noether

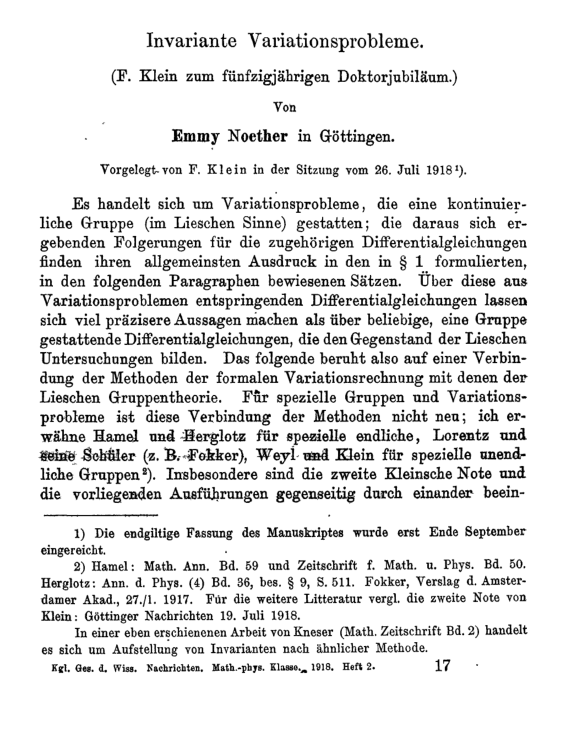
Pierwsza strona artykułu „Invariante Variationsprobleme” (1918), w którym Noether dowiodła swojego twierdzenia.

Twierdzenie Noether – twierdzenie udowodnione przez Emmy Noether, dotyczące związku zasad zachowania z symetriami ciągłymi. Ma fundamentalne znaczenie w fizyce.

## Symetrie ciągłe, grupy symetrii, generatory, grupy Liego
(1) Symetrie ciągłe to np. obroty, translacje.
(2) Symetrie tworzą grupę.
(3) Każda symetria jest opisana jednym parametrem i jednym generatorem.
(4) Generatory grupy symetrii tworzą grupę, tzw. grupę Liego.
Spośród grup symetrii ważną rolę w fizyce odgrywają:
- grupa obrotów w przestrzeni euklidesowej SO(n)
- grupa translacji w przestrzeni euklidesowej
- grupa transformacji ortogonalnych w przestrzeni euklidesowej O(n)
- grupa Lorentza obrotów w przestrzeni pseudoeuklidesowej
- grupa Poincarégo
- grupa przekształceń unitarnych U(n) oraz SU(n).

## Twierdzenie Noether
Każda ciągła symetria praw fizyki, czyli taka, która nie zmienia
- równań opisujących prawa fizyki
- lub działania S, tj. wielkości definiowanej przez mechanikę Lagrange’a

generuje tyle praw zachowania, ile jest
- niezależnych parametrów opisujących daną grupę Liego lub
- generatorów grupy Liego.

## Symetrie dyskretne
Symetrie dyskretne mogą generować prawa zachowania (np. symetria inwersji {\displaystyle x\mapsto -x} generuje zachowanie parzystości {\displaystyle P}), ale nie muszą (np. inwersja w czasie {\displaystyle t\mapsto -t} nie generuje prawa zachowania).

## Przykład: symetrie ciągłe
W mechanice klasycznej obowiązują np. zasady zachowania energii, pędu i momentu pędu. Te trzy zasady można traktować jako konsekwencje odpowiednich symetrii:
(1) Zasada zachowania energii wynika z niezmienniczości działania względem przesunięcia w czasie: jeżeli działanie S opisujące dany ruch układu nie zależy od czasu, to energia układu jest zachowana. Jeżeli natomiast układ absorbuje lub emituje energię, to wówczas działanie jest funkcją czasu – w konsekwencji energia układu zmienia się.
(2) Zasada zachowania pędu odzwierciedla niezmienniczość działania S (oraz równań ruchu opisujących układ) względem przesunięcia układu w przestrzeni. Gdy rozpatrujemy translacje w przestrzeni Minkowskiego, to zasadę zachowania pędu określa się jako zachowanie tensora energii-pędu.
(3) Zasada zachowania momentu pędu wiąże się z niezmienniczością działania S (oraz równań ruchu opisujących układ) względem obrotu układu. Jeśli obroty rozpatrujemy w przestrzeni Minkowskiego, to zasada ta oznacza zachowanie całkowitego momentu pędu, tzn. włącznie ze spinowym (Patrz np. równanie Diraca, operator spinu)
(4) Zasada zachowanie ładunku wynika z niezmienniczości funkcji falowej elektronu względem transformacji cechowania, takiej że:
{\displaystyle \psi ({\vec {x}},t)\mapsto \psi '({\vec {x}},t)=e^{i\alpha }\psi ({\vec {x}},t)}
Transformacje {\displaystyle e^{i\alpha }} generowane są przez ciągły kąt {\displaystyle \alpha .} Istnieje więc jeden generator, który tworzy prostą grupę Liego jednowymiarowych macierzy unitarnych {\displaystyle U(1).} Gdy zmiana kąta w czasie i przestrzeni {\displaystyle \alpha ({\vec {x}},t)} nie zmienia podstawowych praw fizyki, to lokalna grupa cechowania {\displaystyle U(1)} wskazuje na istnienie fundamentalnego oddziaływania elektromagnetycznego.